# Shifting City
Shifting City è un album di John Foxx e Louis Gordon, pubblicato nel marzo del 1995. È l'album d'esordio della coppia Foxx / Gordon che continuerà a collaborare sino al 2008. È anche l'album che segnala il ritorno sulla scena musicale di John Foxx dopo una pausa di dieci anni ed un ritorno anche alla musica elettronica pura per la prima volta da Metamatic del 1980.
L'edizione speciale rimasterizzata del 2009 contiene tre brani inediti e sul secondo CD The Omnidelic Exotour, registrato nel 1997 durante le prove presso gli studi Warehouse di Ancoats, Manchester e al Metamatic Studio in preparazione per il tour dell'anno successivo. La registrazione in CD è stato distribuito in edizione limitata durante il tour  sotto il titolo di Subterranean Omnidelic Tour.

## Tracce

### 1995: CD
1. "The Noise" (Foxx) – 4:17
2. "Crash" (Foxx, Gordon) – 5:24
3. "Here We Go" (Foxx, Gordon) – 7:03
4. "Shadow Man" (Foxx) – 7:26
5. "Through My Sleeping" (Foxx) – 5:03
6. "Forgotten Years" (Foxx, Gordon) – 5:43
7. "Everyone" (Foxx, Gordon) – 5:48
8. "Shifting City" (Foxx) – 3:36
9. "Concrete, Bulletproof, Invisible" (Foxx, Gordon, Leven) – 5:42
10. "An Ocean We Can Breathe" (Foxx, Gordon) – 6:23

### 2009: edizione speciale doppio CD
CD1
1. "The Noise" (Foxx) – 4:17
2. "Crash" (Foxx, Gordon) – 5:24
3. "Here We Go" (Foxx, Gordon) – 7:03
4. "Shadow Man" (Foxx) – 7:26
5. "Through My Sleeping" (Foxx) – 5:03
6. "Forgotten Years" (Foxx, Gordon) – 5:43
7. "Everyone" (Foxx, Gordon) – 5:48
8. "Shifting City" (Foxx) – 3:36
9. "Concrete, Bulletproof, Invisible" (Foxx, Gordon, Leven) – 5:42
10. "An Ocean We Can Breathe" (Foxx, Gordon) – 6:23
11. "Shadow Man" (demo)
12. Quiet Men (Subterranean Omnidelic Tour)
13. Just For A Moment (Subterranean Omnidelic Tour)

CD2
1. 20th Century (Omnidelic Exotour)
2. Burning Car (Omnidelic Exotour)
3. Overpass (Omnidelic Exotour)
4. This City (Omnidelic Exotour)
5. Hiroshima Mon Amour (Omnidelic Exotour)
6. Just For A Moment (Omnidelic Exotour)
7. Quiet Men (Omnidelic Exotour)
8. Dislocation (Omnidelic Exotour) - non incluso in Subterranean Omnidelic Tour
9. An Ocean We Can Breathe (Omnidelic Exotour)
10. Through My Sleeping (Omnidelic Exotour)
11. The Noise (Omnidelic Exotour)
12. Shifting City (Omnidelic Exotour)
13. Endlessly (Omnidelic Exotour)

1. ↑  Townsend pre-release info